# 휴고슴도치
휴고슴도치(Mesechinus hughi) 또는 중국중부고슴도치는 고슴도치과에 속하는 포유류의 일종이다. 중국 중부와 만주 지역에 분포한다. 중국의 토착종이다. 개활지를 선호하지만, 관목지대와 숲에서도 발견된다. 우기철에는 낮 시간에 먹이를 찾는 것으로 알려져 있다.